# Альбрехт, Каролина
Каролина Альбрехт (урожденная Горциан; 1802—1875) — актриса

 немецкого театра в Санкт-Петербурге и автор «Мемуаров»; сопрано.

## Биография
Каролина Горциан родилась 26 февраля 1802 года в городе Мемеле (ныне Клайпеда). Она была дочерью антрепренёра странствующей театральной труппы и ещё в детстве освоилась со сценой, в 19 лет прекрасно играя роли первых любовниц, в Ревеле и Риге (1821—1827).
Приехав из Риги в столицу Российской империи, Каролина Горциан в 1830 году вышла замуж за молодого доктора Альбрехта и оставила сцену. Но в 1831 году, во время эпидемии холеры, её муж стал жертвой холерного бунта.
Овдовев, Каролина Альбрехт вновь вышла на театральные подмостки и уже не оставляла сцену до самой смерти. По отзывам критиков, она была неподражаема в ролях «комических старух». Одной из последних ролей обширного репертуара Каролины Альбрехт была роль старушки Барбель в пьесе «Dorf und Stadt». За неделю до смерти Альбрехт играла в пьесе «Robert und Bertram».
Каролина Альбрехт скончалась 15 февраля 1875 года в городе Петербурге.